# Ixiolita
La ixiolita o ixionolita es un mineral óxido de fórmula química (Ta,Nb,Sn,Fe2+,Mn2+)O2. 
Descubierto por Adolf Erik Nordenskiöld en 1857, fue llamado así por Ixión, personaje de la mitología griega relacionado con Tántalo, en alusión al contenido del elemento químico homónimo de este mineral.
Es un óxido complejo con una distribución desordenada de cationes, siendo la celda unidad equivalente a una subcélula de columbita.

## Propiedades
De color gris acero o negro, la ixiolita es un mineral opaco de brillo metálico.
Tiene dureza entre 6 y 6,5 en la escala de Mohs, comparable a la de la ortoclasa o la pirita, y una densidad entre 6,94 y 7,23 g/cm³. Por otra parte, es un mineral frágil con fractura concoidea o irregular.
La ixioliota cristaliza en el sistema monoclínico, clase prismática, aunque aparece también catalogada como pseudo-ortorrómbica.
En su composición el tántalo suele ser el catión mayoritario —con porcentajes de Ta2O5 en torno al 61 - 69%—, y el hierro el minoritario;
su fórmula empírica es Ta0.5Mn2+0.2Sn0.1Nb0.1Fe2+0.1O2.
Sin embargo, existen variedades de ixiolita en las cuales predominan tungsteno, niobio o escandio —wolframoixiolita, ixiolita escandia de von Knorring e ixiolita escandia de Bergstøl y Juve—, que se piensa que pueden ser consideradas nuevas especies minerales.

## Morfología y formación
La ixiolita se presenta en forma de granos irregulares en intrusiones dentro otros minerales o rocas. También puede formar finos cristales prismáticos de hasta 10 cm de longitud.
Constituye un mineral accesorio de pegmatitas graníticas que puede estar asociado a microclina, tapiolita, casiterita, microlita y rutilo de niobio.

## Yacimientos
La localidad tipo se encuentra en Skogsböle, en la isla Kimito (Finlandia), donde aparece en el seno de una pegmatita granítica.
En este mismo país, este mineral se puede encontrar en Kotka y Tammela (antigua provincia de Finlandia Meridional), así como en Orivesi (Pirkanmaa) y Seinäjoki (Ostrobotnia del Sur).
Son también numerosos los depósitos en la República Checa, en la región de Karlovy Vary (Krásno y Potůčky) y en la región de Vysočina (Jihlava, Třebíč, Křižanov y Bystřice nad Pernštejnem).
Asimismo, en Argentina se ha descubierto ixiolita en la pegmatita El Peñón (Nevado de Palermo, Salta).